# Heinz Kohut
Heinz Kohut (Vienna, 3 maggio 1913 – Chicago, 8 ottobre 1981) è stato un medico e psicoanalista austriaco naturalizzato statunitense.
È considerato il caposcuola della Psicologia psicoanalitica del Sé, una delle più recenti scuole psicoanalitiche, sviluppatasi negli anni '70.

## Il pensiero
Il suo pensiero psicoanalitico per certi aspetti è stato influenzato dalle teorie dello psicoanalista inglese Fairbairn, nel quale l'impianto teorico della Klein, che di per sé già si presentava come alquanto critico della teoria pulsionalista, subisce un'ulteriore revisione in senso ancor più relazionale.
Kohut si è dedicato soprattutto a studi sul narcisismo, tematica sulla quale già lo stesso Freud aveva portato la sua attenzione, soprattutto negli anni 1914 - 1922.

### La "querelle" Kernberg-Kohut sul "Disturbo narcisistico di personalità"
Heinz Kohut si occupava dei cosiddetti Disturbi Narcisistici di Personalità, che identificavano una serie di difficoltà relazionali e profondi deficit nello sviluppo narcisistico.
Con la definizione borderline, lo psicoanalista Otto F. Kernberg intendeva riferirsi ad un'organizzazione di personalità, con diverse "tipologie", tutte caratterizzate da un grado evidente di pervasività e cronicità, e tutte in qualche modo incompatibili con il funzionamento sociale.
Fra Kohut e Kernberg si creò una forte polemica relativa all'effettiva classificazione di questo genere di disturbi. Per Kernberg, infatti, i pazienti definiti "narcisistici" presentavano una particolare tipologia della sua Organizzazione Borderline di Personalità.
Effettivamente, alcune caratteristiche evidenziate nei pazienti di Kohut rispondevano a buona parte della definizione diagnostica proposta da Kernberg, a parte alcuni riferimenti alla gravità del disturbo in generale: per Kohut questi pazienti erano infatti in grado di "funzionare" nella vita di tutti i giorni, integrandosi perfettamente, dal momento che il nucleo centrale del loro problema stava in un Sé dotato di un'organizzazione narcisistica arcaica, un profondo deficit affettivo.
Ciò che emerse di questa querelle fu però una certa perplessità circa la sua sensatezza, dal momento che i pazienti trattati dall'uno risultavano essere molto diversi da quelli dell'altro: Kohut curava infatti professionisti che lamentavano senso di vuoto, forme di depressione e difficoltà relazionali; Kernberg si occupava di pazienti più gravi, a volte antisociali, aggressivi, con carenze più gravi e profonde nella loro struttura di personalità.

### Influenze del pensiero kohutiano
Uno psicoanalista che svilupperà alcune opinioni espresse da Kohut in merito allo sviluppo delle dinamiche proprie del narcisismo sarà Béla Grunberger.
Anche Christopher Lasch, in "La cultura del narcisismo" (1981), riprenderà alcune tematiche proprie del pensiero psicoanalitico di Kohut.
Allievi di Kohut furono Michael Basch, Anna Ornstein, Paul Ornstein, Lotte Köhler.
Heinz Kohut e la sua scuola psicoanalitica, detta "psicologia psicoanalitica del Sé", vengono considerati anche tra i maggiori ispiratori della più recente corrente di psicoanalisi detta "psicoanalisi intersoggettiva".